# Válka za nezávislost Švédska
Válka za nezávislost Švédska (švéd.:Befrielsekriget) se odehrávala v letech 1521–1523. Švédský šlechtic Gustav Eriksson Vasa sesedil v občanské válce regenta Švédska dánského krále Kristiána II. V roce 1522 se na stranu Švédska přidalo hanzovní město Lübeck. Po dobytí Stockholmu roku 1523 bylo Švédsko fakticky osvobozeno a později v září 1523 bylo osvobozeno i Finsko. Smlouvou z Malmö z 1. září 1524 se Švédsko odtrhlo z Kalmerské unie.
Gustav Vasa byl 6. června 1523 korunován králem Švédska ve městě Strängnäs. Od roku 1983 je 6. červen také národním dnem Švédska, a dříve byl dnem vyvěšování vlajek.

## Bitvy
- Bitva u Västerås (29. dubna, 1521)
- Dobytí Kalmaru (27. květen, 1523)
- Dobytí Stockholmu (16.–17. červen, 1523)